# Ива Тодорова
Ива Тодорова Тодорова (известна още като Ива Доро) е българска театрална и филмова актриса, както и писателка на театрални пиеси, сред които „Приятно ми е, Ива!“ и „Ива е онлайн“. 

## Биография
Ива завършва актьорско майсторство за драматичен театър в класа на на проф. Крикор Азарян и доц.Тодор Колев в НАТФИЗ „Кръстьо Сарафов“ през 1997 г.
До 2002 г. тя играе в множество представления на Театър „Българска армия“, Народен театър „Иван Вазов“, Театрална работилница „Сфумато“. Работи с режисьори като Стоян Радев, Галин Стоев, Лилия Абаджиева, Марий Росен, Андрей Белчев. Сред най-значимите ѝ роли са моноспектакълът „Етюд за стая и глас“ по Жан Кокто, реж. Стоян Радев; Саломе в „Саломе“ от Оскар Уайлд, реж. Стоян Радев; Томасина в „Аркадия“ от Том Стопард, реж. Галин Стоев – спектакъла, спечелил „Аскеер“ за представление на 2001 г.; Фьокла Ивановна в „Женитба“ по Николай Гогол, реж. Лилия Абаджиева и Груша Вахнадзе; „Кавказкият тебеширен кръг“ от Бертолт Брехт, реж. Галин Стоев.
През 2002 г. Ива заминава за Торино, Италия, където създава театрална компания за деца. От 2009 г. е отново в София, работи в Списание 8 като Директор ПР и Реклама, организира събития, пише пътеписи за България и чужбина, публикации за света на животните, за необясними загадки.
Ива владее няколко езика, занимава се с планински спортове, танци, музика, литература... и какво ли още не. „Не мога да правя само едно нещо, обичам да експериментирам, да се хвърлям в нови предизвикателства. Като децата – те са най-добрите ми учители. Неведнъж съм изпробвала съвета на Пипи да гълтам суров грах и да изричам: „Хайде, хапчета чудесни – никога да не поресна!“.

## Награди и отличия
- Награда „Икар“ за драматургичен текст за „Приятно ми е Ива!“, 2019 г.[1]
- Награда „Икар“ за водеща женска роля за „Приятно ми е Ива!“, 2019 г.[1]
- Награда „Икар“ за драматургичен текст и награда на публиката за „Ива е онлайн“, 2022 г.[2]